# جزيرة سيبا الكبرى
جزيرة سيبا الكبرى وهي جزيرة من جزر إندونيسيا، وتقع في إقليم جاكارتا، في بولاو سيريبو ضمن شمال الجزر الألف.